# العراق في الألعاب الأولمبية الصيفية 2016
نافست العراق في دورة الألعاب الأولمبية الصيفية 2016 في ريو دي جانيرو، البرازيل، من 05-21 أغسطس 2016.
كان هذه المشاركة الرابعة عشر للبلاد في دورة الألعاب الأولمبية الصيفية منذ مشاركتها أول مره في عام 1948.

## الملاكمة
تأهل العراق إلى مسابقة الملاكمة في اولمبياد ريو دي جانيرو حينما تمكن الملاكم وحيد عبد الرضا من الحصول على بطاقة التاهل في وزن 75 كغم، حينما اطاح بمنافسه من جمهورية الدومنيكان سانشيز مارتي راؤول في تصفيات بطولة «ايبا» (بالإنجليزية: AIBA World Olympic Qualifying Tournament) المؤهلة للاولمبياد في باكو، أذربيجان. بواقع 30 نقطة مقابل 27 نقطة في الجولة الأولى وفي الجولة الثانية 30 نقطة مقابل 27 نقطة وفي الجولة الثالثة 30 نقطة مقابل 27 نقطة للدومنيكاني.

| الرياضي        | الحدث          | دور الـ 32             | دور الـ 16    | ربع النهائي   | نصف النهائي   | النهائي       | النهائي  |
| الرياضي        | الحدث          | الخصم النتيجة          | الخصم النتيجة | الخصم النتيجة | الخصم النتيجة | الخصم النتيجة | المرتبة  |
| -------------- | -------------- | ---------------------- | ------------- | ------------- | ------------- | ------------- | -------- |
| وحيد عبد الرضا | المتوسط للرجال | رودريغيز (MEX) خ 0 - 3 | لم يتأهل      | لم يتأهل      | لم يتأهل      | لم يتأهل      | لم يتأهل |

خ: خسر، ف: فاز

## كرة القدم
جاء وصول المنتخب الاولمبي العراقي إلى اولمبياد ريو 2016 على حساب المنتخب القطري بعد ان توج في المركز الثالث في نهائيات كأس أسيا دون 23 عاما بفوزه عليه (2-1). ويتطلع المنتخب الأولمبي العراقي لاستعادة أفضل نتائج مشاركاته على وقع ذكريات أولمبياد أثينا 2004 التي حقق فيها أفضل نتائجه في 4 مشاركات. وتمكن من التأهل إلى نهائيات هذه المسابقة للمرة الرابعة في اثينا بقيادة المدرب عدنان حمد واجتاز فيها البرتغال (4-2) وكوستاريكا (2-صفر) قبل يخسر من المغرب (1-2). وفي دور الثمانية فاز على استراليا (1-صفر) لكنه خسر امام بارغواي في نصف النهائي (1-3).

### تشكيلة الفريق
قالب:2016 دورة الألعاب الاولمبية الصيفية الرجال العراق قائمة فريق كرة القدم

### مرحلة المجموعات
| م | الفريق       | لعب | ف | ت | خ | أ.له | أ.ع | أ.ف | نقاط | التأهل                 |
| - | ------------ | --- | - | - | - | ---- | --- | --- | ---- | ---------------------- |
| 1 | البرازيل (H) | 3   | 1 | 2 | 0 | 4    | 0   | +4  | 5    | التأهل إلى ربع النهائي |
| 2 | الدنمارك     | 3   | 1 | 1 | 1 | 1    | 4   | −3  | 4    | التأهل إلى ربع النهائي |
| 3 | العراق       | 3   | 0 | 3 | 0 | 1    | 1   | 0   | 3    |                        |
| 4 | جنوب إفريقيا | 3   | 0 | 2 | 1 | 1    | 2   | −1  | 2    |                        |

| العراق | 0–0                          | الدنمارك |
| ------ | ---------------------------- | -------- |
|        | تقرير (Rio2016) تقرير (FIFA) |          |

| العراق | 0–0                          | البرازيل (H) |
| ------ | ---------------------------- | ------------ |
|        | تقرير (Rio2016) تقرير (FIFA) |              |

| العراق | 1 - 1                          | جنوب إفريقيا |
| ------ | ------------------------------ | ------------ |
|        | Report (Rio2016) Report (FIFA) |              |

## الجودو
شارك من العراق لاعب واحد في الجودو لفئة الرجال نصف المتوسط (81 كغم) في دورة الألعاب الاولمبية الصيفية 2016 في ريو مما يدل على عودة العراق إلى هذه الرياضة الاولمبية للمرة الأولى منذ عام 2004. وحسين علي أول رياضي عراقي في فعالية الجودو يخطف بطاقة رسمية مؤهلة إلى دورة الألعاب الاولمبية على صعيد تاريخ مشاركات العراق التي تعود انطلاقتها الأولى إلى العام 1948 في لندن، اثر حصوله على نقاط مؤهلة في بطولة آسيوية.
| الرياضي          | الحدث        | دور الـ 64    | دور الـ 32                | دور الـ 16    | ربع النهائي   | نصف النهائي   | النهائي       | النهائي  |
| الرياضي          | الحدث        | الخصم النتيجة | الخصم النتيجة             | الخصم النتيجة | الخصم النتيجة | الخصم النتيجة | الخصم النتيجة | المرتبة  |
| ---------------- | ------------ | ------------- | ------------------------- | ------------- | ------------- | ------------- | ------------- | -------- |
| حسين علي العامري | رجال -81 كغم | ج. ق.         | كيبيكاي (GAB) خ 000 - 000 | لم يتأهل      | لم يتأهل      | لم يتأهل      | لم يتأهل      | لم يتأهل |

ج. ق.:جنبته القرعة اللعب في هذا الدور ، خ:خسر ، ف:فاز

## التجديف
تأهل من العراق لاعب واحد في مسابقة فردي مزدوج المجذاف في فعالية التجذيف لاولمبياد ريو دي جانيرو 2016 وهو اللاعب محمد رياض الخفاجي، بعد ان أخذ بطاقة التأهل إلى الأولمبياد من تصفيات سباق القوارب في تشونغ جو، كوريا الجنوبية.
| الرياضي           | الحدث                     | التصفيات | التصفيات | مباراة التأهل | مباراة التأهل | الربع نهائي | الربع نهائي | النصف نهائي | النصف نهائي | النهائيات | النهائيات |
| الرياضي           | الحدث                     | الوقت    | المرتبة  | الوقت         | المرتبة       | الوقت       | المرتبة     | الوقت       | المرتبة     | الوقت     | المرتبة   |
| ----------------- | ------------------------- | -------- | -------- | ------------- | ------------- | ----------- | ----------- | ----------- | ----------- | --------- | --------- |
| محمد رياض الخفاجي | رجال - فردي مزدوج المجادف | 7:25.04  | 5 م.ت    | 7:14.38       | 2 ر.ن         | 8:29.76     | 6 ن. ج/د    | 7:48.31     | 6 ن.د       | 7:03.73   | 21        |

تصفيات المجموعات: ن.أ : النهائي أ | ن.ب : النهائي ب | ن.ج : النهائي ج | ن.د : النهائي د | ن.هـ : النهائي هـ | ن.و : النهائي و | ن. أ/ب : النصف نهائي لمجموعتي أ/ب | ن. ج/د : النصف نهائي لمجموعتي ج/د | ن. هـ/و : النصف نهائي لمجموعتي هـ/و | ر.ن : الربع نهائي | م.ت : مباراة تأهل

## رفع الأثقال
تأهل من العراق رباع واحد من الذكور لأولمبياد ريو وهو سلوان جاسم بعد حصوله على المركز السابع في نهائيات بطولة اسيا لرفع الأثقال 2016.
| الرياضي         | الحدث                                                         | Snatch  | Snatch  | Clean & Jerk | Clean & Jerk | المجموع | المرتبة |
| الرياضي         | الحدث                                                         | النتيجة | المرتبة | النتيجة      | المرتبة      | المجموع | المرتبة |
| --------------- | ------------------------------------------------------------- | ------- | ------- | ------------ | ------------ | ------- | ------- |
| سلوان جاسم عبود | رفع الأثقال في الألعاب الأولمبية الصيفية 2016 – رجال 105 كجم ‏ | 180     | 8       | 214          | 10           | 394     | 9       |